# Vexillum daedalum
Vexillum (Costellaria) daedalum là một loài ốc biển nhỏ, là động vật thân mềm chân bụng sống ở biển trong họ Costellariidae.

## Miêu tả
Loài này có kích thước giữa 9 mm and 30 mm

## Phân bố
Chúng phân bố ở Ấn Độ Dương dọc theo Mozambique và ở Thái Bình Dương Ocean dọc theo Fiji